# سد مياجاوا (مي، اليابان)
سد مياغاوا هو سد الجاذبية يقع في محافظة ميه في اليابان. يستخدم السد للسيطرة على الفيضانات وإنتاج الطاقة. تبلغ مساحة مستجمعات السد 125.6 كيلومتر مربع، ويحجز السد حوالي 200 هكتار من الأراضي عند اكتماله ويمكنه تخزين 70.500 ألف متر مكعب من المياه. بدأ بناء السد عام 1951 واكتمل عام 1956. 